# Perilampus aquilonaris
Perilampus aquilonaris är en stekelart som beskrevs av Girault 1915. Perilampus aquilonaris ingår i släktet Perilampus och familjen gropglanssteklar. Inga underarter finns listade i Catalogue of Life.